# 阿拉套婆婆纳
阿拉套婆婆纳（学名：Veronica alatavica）为車前草科婆婆纳属下的一个种。

## 扩展阅读
- 維基物種上的相關：阿拉套婆婆纳